# 수영 자유형 400m 대한민국 기록 추이
수영 자유형 400m 대한민국 기록 추이는 다음과 같다.

## 남자

### 수동 게시
| # | 기록       | 차이     | 선수   | 소속   | 날짜         | 대회명                                            | 개최지        | 경기장           | 주석 및 기타                     | 동영상 |
|   | 5분 28초 0 |          | 김봉조 | 오산중 | 1960. 07. 17 | 제15회 중고대학 대항 수상 경기 대회               | 대한민국 서울 |                  | [ 1 ]                            |        |
|   | 5분 25초 4 | - 2.6초  | 김경환 | 양정고 | 1960. 08. 27 | 제32회 전국남녀학생수상경기대회                   | 대한민국 서울 |                  | 고등부                           |        |
|   | 5분 20초 4 | - 5.0초  | 김봉조 | 오산중 | 1960. 08. 28 | 제32회 전국남녀학생수상경기대회                   | 대한민국 서울 |                  | 중등부                           |        |
|   | 5분 10초 9 | - 9.5초  | 김봉조 | 오산중 | 1961. 07. 09 | 군사혁명체육축전                                  | 대한민국 서울 |                  | [ 4 ]                            |        |
|   | 5분 03초 7 | - 7.2초  | 김봉조 | 오산중 | 1961. 08. 15 | 제42회 전국체육대회하계수상경기대회               | 대한민국 서울 |                  | [ 5 ]                            |        |
|   | 5분 00초 2 | - 3.5초  | 김봉조 | 오산중 | 1961. 09. 17 | 제6회 전국 수상 선수권 대회                       | 대한민국 서울 |                  | [ 6 ]                            |        |
|   | 4분 48초 3 | - 11.9초 | 김봉조 | 오산고 | 1963. 06.    | 서울시 남녀중고대학교 대항 수상 경기 대회         | 대한민국 서울 | 서울운동장 풀    | [ 7 ]                            |        |
|   | 4분 45초 1 |          | 조오련 | 양정고 | 1970. 03. 23 | 태릉 실내 수영장 개관 기념 국제 수영 대회         | 대한민국 서울 | 태릉 실내 수영장 | 종전 4분 50초 1(6년 만에 신기록) |        |
|   | 4분 40초 1 | - 5.1초  | 조오련 | 양정고 | 1970. 07. 04 | 제16회 서울시 남녀 중고대학별 수영 대회           | 대한민국 서울 | 서울운동장 풀    | ,                                |        |
|   | 4분 39초 2 | - 0.9초  | 조오련 | 양정고 | 1970. 08. 01 | 제2회 해군참모총장배 쟁탈 남녀 초중고교 수영 대회 | 대한민국 서울 | 서울운동장 풀    | [ 11 ]                           |        |
|   | 4분 32초 4 | - 6.8초  | 조오련 | 양정고 | 1970. 9. 13  | 한국대표급수영공인기록회                          | 대한민국 서울 |                  | [ 12 ]                           |        |
|   | 4분 31초 6 | - 0.8초  | 조오련 | 양정고 | 1970. 10.    | 제51회 전국 체육 대회                             | 대한민국 서울 |                  | [ 13 ]                           |        |
|   | 4분 24초 5 | - 7.1초  | 조오련 | 양정고 | 1970. 12. 14 | 제6회 아시안 게임                                 | 태국 방콕     |                  | 예선                             |        |
|   | 4분 20초 2 | - 4.3초  | 조오련 | 양정고 | 1970. 12. 14 | 제6회 아시안 게임                                 | 태국 방콕     |                  | 결선 1위. 아시아 신              |        |
|   | 4분 17초 7 | - 2.5초  | 조오련 | 양정고 | 1972. 03. 27 | 일본 실내 수영 선수권 대회                        | 일본 히로시마 |                  | 2위.                             |        |
|   | 4분 14초 9 | - 2.8초  | 조오련 | 고려대 | 1974. 04. 27 | 아시아 경기 대회 파견 선발전                      | 대한민국 서울 | 태릉수영장       | [ 17 ]                           |        |

### 자동 게시
| # | 기록        | 차이     | 선수   | 소속     | 날짜         | 대회명                                        | 개최지                    | 경기장                                              | 주석 및 기타                           | 동영상 |
|   | 4분 12초 69 |          | 권상원 | 충남고   | 1986. 03. 01 | 대표 선수 기록 평가회                         | 대한민국 서울             | 태릉훈련원수영장                                    | 종전 4분 15초 00 (조오련 74녀)         |        |
|   | 4분 12초 33 | - 0.36초 | 권상원 | 충남고   | 1986. 05. 24 | 아시안 게임 대표 최종 선발전                  | 대한민국 서울             | 태릉훈련원수영장                                    | [ 19 ]                                 |        |
|   | 4분 12초 12 | - 0.21초 | 권상원 | 충남고   | 1986. 07. 17 | 수영대표공인기록회                            | 대한민국 서울             | 태릉훈련원수영장                                    | [ 20 ]                                 |        |
|   | 4분 09초 12 | - 5초 00 | 권순근 | 달성고   | 1987. 06. 17 | 제7회 아산기 쟁탈 전국 수영 대회              | 대한민국 온양             | 온양실내수영장                                      | 2위 권상원도 4분 12초 48로 한국 신기록 |        |
|   | 4분 08초 04 | - 1초 08 | 권상원 | 충남고   | 1987. 08. 15 | 제2회 범태평양 수영 선수권 대회               | 오스트레일리아 브리스베인 |                                                     | [ 22 ]                                 |        |
|   | 4분 07초 23 | - 0.81초 | 양욱   | 언북중   | 1987. 12. 21 | 미국 오픈 대회                                | 미국 올랜도               |                                                     | [ 23 ]                                 |        |
|   | 4분 05초 81 | - 1.42초 | 양욱   | 언북중   | 1988. 09. 23 | 제24회 하계 올림픽                            | 대한민국 서울             | 올림픽 수영장                                       | 예선 39위.                             |        |
|   | 4분 05초 35 | - 0.46초 | 임철성 | 신성고   | 1990. 05. 15 | 제10회 아산기전국수영대회                     | 대한민국 부산             | 사직 실내 수영장                                    | [ 25 ]                                 |        |
|   | 4분 04초 06 | - 1.29초 | 임철성 | 신성고   | 1990. 06. 22 | 제18회 해군 참모총장배 전국 수영 대회         | 대한민국 서울             | 올림픽 수영장                                       | [ 26 ]                                 |        |
|   | 4분 03초 67 | - 0.39초 | 방승훈 | 신성고   | 1991. 08. 25 | 제4회 범태평양 수영 선수권 대회               | 캐나다 에드먼턴           | 킨즈먼 스포츠 센터                                  | [ 27 ]                                 |        |
|   | 4분 02초 48 | - 1.19초 | 방승훈 | 신성고   | 1992. 02. 26 | 아시아 수영 선수권 대회 파견 국가 대표 선발전 | 대한민국 부산             | 사직 실내 수영장                                    | [ 28 ]                                 |        |
|   | 3분 57초 82 | - 4.66초 | 방승훈 | 신성고   | 1992. 04. 27 | 제3회 아시아 수영 선수권 대회                 | 일본 히로시마             | 종합 실내 수영장                                    | 2위                                    |        |
|   | 3분 57초 28 | - 0.54초 | 방승훈 | 신성고]] | 1993. 05. 13 | 제1회 동아시아 경기 대회                      | 중화인민공화국 상하이     |                                                     | 1위                                    |        |
|   | 3분 55초 99 | - 1.29초 | 방승훈 | 신성고   | 1993. 08. 14 | 제5회 범태평양 수영 선수권 대회               | 일본 고베                 | 포트아일랜드 스포츠 센터                            | 결선 5위                               |        |
|   | 3분 54초 72 | - 1.27초 | 방승훈 | 제주대   | 1994. 10. 06 | 제12회 아시안 게임                            | 일본 히로시마             | 빅 웨이브 수영장                                    | 1위, (종전: 미에다 다이헤이, 3:54,77)  |        |
|   | 3분 54초 50 | - 0.22초 | 한규철 | 삼진기업 | 2001. 03. 19 | 2001 아레나 코리아 오픈 수영 선수권 대회      | 대한민국 제주             | 제주 실내 수영장                                    |                                        |        |
|   | 3분 53초 55 | - 0.95초 | 한규철 | 삼진기업 | 2001. 05. 24 | 제3회 동아시아 경기 대회                      | 일본 오사카               | 오사카 수영장                                       | 1위                                    |        |
|   | 3분 50초 37 | - 3.18초 | 박태환 | 경기고   | 2005. 03. 29 | 제77회 동아 수영 대회                         | 대한민국 제주             | 제주 실내 수영장                                    |                                        |        |
|   | 3분 50초 16 | - 0.21초 | 박태환 | 경기고   | 2005. 10. 19 | 제86회 전국 체육 대회                         | 대한민국 울산             | 문수 실내 수영장                                    |                                        |        |
|   | 3분 48초 71 | - 1.45초 | 박태환 | 경기고   | 2005. 11. 06 | 제4회 동아시아 경기 대회                      | 중화인민공화국 마카오     | 마카오 올림픽 수영장                                | 1위                                    |        |
|   | 3분 45초 72 | - 2.99초 | 박태환 | 경기고   | 2006. 08. 19 | 제10회 범태평양 수영 선수권 대회              | 캐나다 빅토리아           | 사니치 커먼웰스 플레이스 Saanich Commonwealth Place | 1위. AS                                |        |
|   | 3분 44초 30 | - 1.42초 | 박태환 | 경기고   | 2007. 03. 25 | 제12회 세계 수영 선수권 대회                  | 오스트레일리아 멜버른     | 로드 레이버 아레나                                  | 1위. AS                                |        |
|   | 3분 43초 59 | - 0.71초 | 박태환 |          | 2008. 04. 18 | 제80회 동아 수영 대회                         | 대한민국 울산             | 문수 실내 수영장                                    | AS                                     |        |
|   | 3분 41초 86 | - 1.73초 | 박태환 |          | 2008. 08. 10 | 제29회 하계 올림픽                            | 중화인민공화국 베이징     | 베이징 국가 수영 센터                               | 1위. AS                                |        |
|   | 3분 41초 53 | - 0.33초 | 박태환 |          | 2010. 11. 16 | 제16회 아시안 게임                            | 중화인민공화국 광저우     | 아오티 수영장                                       | [ 34 ]                                 |        |

## 여자
| # | 기록        | 차이       | 선수   | 소속       | 날짜             | 대회명                                                   | 개최지                | 경기장                      | 주석 및 기타                     | 동영상 |
|   | 6분 34초 2  |            | 이정숙 | 이화여고   | 1960. 08. 28     | 제32회 전국 남녀 학생 수상 경기 대회                     | 대한민국 서울         |                             |                                  |        |
|   | 5분 36초 4  |            | 임금자 | 수도사대   | 1966. 06. 18(19) | 제12회 서울시 남녀 초중고대학별 대항 수영 경기 대회      | 대한민국 서울         | 서울운동장 풀               | 종전 5분 36초 7                  |        |
|   | 5분 34초 8  | - 1.6초    | 임금자 | 수도사대   | 1966. 09. 3(4)** | 제11회 전국 남녀 수영 선수권 대회                        | 대한민국 서울         | 서울운동장 풀               | [ 36 ]                           |        |
|   | 5분 33초 8  |            | 임금자 | 수도사대   | 1966. 12.        | 아시안 게임                                              |                       |                             | 6위                              |        |
|   | 5분 26초 8  | - 7.0초    | 김정희 | 상명여고   | 1970. 08         | 제2회 해군참모총장배 쟁탈 남녀 초중고교 수영 대회        | 대한민국 서울         | 서울운동장 풀               | [ 38 ]                           |        |
|   | 5분 23초 2  | - 3.6초    | 최연숙 | 근명여중   | 1975. 01. 25     | 제5회 아시아 에이지 그룹 수영 대회 출전 선수 선발 기록회 | 서울 스위밍 센터      | [ 39 ]                      |                                  |        |
|   | 5분 20초 8  | - 2.4초    | 변경숙 | 근명여고   | 1975. 06. 03     | 제6회 아시아 에이지 수영 선수권 대회 대표 선발전         | 대한민국 부산         | 성지곡수영장                |                                  |        |
|   | 5분 09초 17 | - 11.63초  | 변경숙 | 근명여고   | 1975. 07. 27     | 제6회 아시아 에이지 수영 선수권 대회                     | 대한민국 서울         | 태릉국제수영장              | 4위, 종전기록 : 5분 20초 80      |        |
|   | 4분 59초 94 | - 9.76초 * | 최연숙 | 근명여상   | 1976. 10. 14     | 제57회 전국 체육 대회                                    | 대한민국 부산         | 성지곡수영장                | 종전 5분 09초 70                 |        |
|   | 4분 52초 76 | - 7.18초   | 최연숙 |            | 1975. 07. 15     | 제32회 전국남녀초중고대항수영대회                        | 서울 운동장수영장     | 4위, 종전기록 : 4분 59초 94 |                                  |        |
|   | 4분 49초 50 | - 3.26초   | 이시은 | 상명여중   | 1979. 06. 24     | 제25회 서울시초중고대학별수영대회                        | 서울 서울운동장옥외풀 | [ 43 ]                      |                                  |        |
|   | 4분 48초 15 | - 1.35초   | 김영희 | 대성여상   | 1979. 07. 14     | 제34회 전국 남녀 종별 대항 대회                          | 대한민국 서울         | 서울운동장 수영장           | [ 44 ]                           |        |
|   | 4분 47초 74 | - 0.41초   | 이시은 | 상명여중   | 1979. 7. 20      | 제1회 서울시교육감기쟁탈초중고대항수영대회(여중부)       | 대한민국 서울         | 서울운동장 수영장           | [ 45 ]                           |        |
|   | 4분 44초 76 |            | 이시은 | 상명여중   | 1979. 08. 31     | 제24회 전국남녀수영선수권대회                            | 대한민국 서울         | 서울운동장 수영장           | --                               |        |
|   | 4분 43초 79 | - 0.97초   | 김영희 | 대성여상   | 1979. 10.        | 제60회 전국체육대회                                      | 대한민국 대전         |                             | [ 47 ]                           |        |
|   | 4분 37초 62 |            | 김영희 | 대성여상   | 1980. 7. 20      | 제35회 전국남녀초중고대학및일반별수영대회                | 서울운동장 수영장     | 4분 38초 39 (이시은 79년)   |                                  |        |
|   | 4분 37초 05 |            | 김영희 | 대성여상   | 1980. 08. 11     | 제52회 동아수영대회                                      | 대한민국 서울         | 서울운동장수영장            | 종전 기록 : 4분 37초 61 (김영희) |        |
|   | 4분 36초 14 | - 0.91초   | 이시은 | 상명여고   | 1982. 07. 03     | 제37회 초중고대및일반대항전국수영대회                    | 대한민국 서울         |                             | [ 50 ]                           |        |
|   | 4분 35초 74 | - 0.40초   | 이시은 | 상명여고   | 1982. 08. 04     | 제54회 동아수영대회                                      | 대한민국 서울         | 서울운동장 수영장           | [ 51 ]                           |        |
|   | 4분 34초 02 | - 1.72초   | 이시은 |            | 1982. 11. 23     | 아시안 게임                                              | 인도 뉴델리           | 델카토라 국제 수영장        | 3위                              |        |
|   | 4분 32초 02 | - 2.00초   | 정성희 | 강릉여중   | 1986. 5. 25      | 아시안게임 수영대표최종선발전                            | 대한민국 서울         | 태릉훈련원                  | [ 53 ]                           |        |
|   | 4분 31초 81 | - 0.21초   | 백주영 | 대성여상   | 1987. 09. 10     | 제6회 대통령기 쟁탈 전국 수영 대회                       | 대한민국 대구         | 두류 수영장                 | [ 54 ]                           |        |
|   | 4분 30초 32 | - 1.49초   | 백주영 | 대성여상   | 1987. 10. 14     | 제68회 전국 체육 대회                                    | 대한민국 목포         | 목포 실내 수영장            | [ 55 ]                           |        |
|   | 4분 29초 44 | - 0.88초   | 이문희 | 광장여중   | 1989. 06. 20     | 제9회 아산기 전국 수영 대회                              | 대한민국 부산         | 사직 실내 수영장            | [ 56 ]                           |        |
|   | 4분 27초 18 | - 2.26초   | 이문희 | 광장여중   | 1989. 08. 19 *   | 1989년 범태평양 수영 선수권 대회                         | 일본 도쿄             | 요요기 수영장               | 예선.                            |        |
|   | 2분 27초 13 | - 0.05초   | 이문희 | 광장여중   | 1989. 08. 19     | 1989년 범태평양 수영 선수권 대회                         | 일본 도쿄             | 요요기수영장                | 순위 결정전                      |        |
|   | 4분 26초 78 | - 0.35초   | 김은정 | 서울체고   | 1990. 05. 15     | 제10회 아산기전국수영대회                                | 대한민국 부산         | 사직 실내 수영장            | [ 59 ]                           |        |
|   | 4분 22초 01 | - 4.77초   | 이문희 | 서울체고   | 1990. 09. 25     | 제11회 아시안 게임                                       | 중국 베이징           |                             | 4위                              |        |
|   | 4분 20초 99 | - 1.02초   | 정유진 | 부천여중   | 1993. 05.        | 1993년 동아시아 경기 대회                                | 중화인민공화국 상하이 | 상하이 수영장               |                                  |        |
|   | 4분 16초 00 | - 4.99초   | 정원경 | 철산여중   | 1993. 09. 18     | 제12회 대통령배전국수영대회                              | 대한민국 청주         | 청주 실내 수영장            | [ 61 ]                           |        |
|   | 4분 15초 40 | - 0.60초   | 하은주 | 예일여고   | 2002. 08. 09     | 제21회 대통령배 수영 대회                                | 대한민국 부산         | 사직 실내 수영장            |                                  |        |
|   | 4분 14초 95 | - 0.45초   | 이지은 |            | 2006. 12. 04     | 2006년 아시안 게임                                       | 카타르 도하           | 하마드 수영장               | 3위                              |        |
|   | 4분 14초 94 | - 0.01초   | 지예원 | 관양고     | 2010. 10. 07     | 제91회 전국 체육 대회 여고부                             | 대한민국 창원         | 실내수영장                  | [ 62 ]                           |        |
|   | 4분 14초 50 | - 0.44초   | 서연정 | 인천시청   | 2010. 11. 15     | 제16회 아시안 게임                                       | 중화인민공화국 광저우 | 아오티 수영장               | 3위                              |        |
|   | 4분 14초 23 | - 0.27초   | 백일주 | 전북체육회 | 2011. 10. 07     | 제92회 전국 체육 대회 (일반부)                           | 대한민국 고양         | 고양 체육관 수영장          | *                                |        |

## 같이 보기
- 수영 자유형 400m 세계 기록 추이
- 수영 대한민국 기록